# Vincenzo Costantino
Vincenzo Costantino, detto Cinaski (Milano, 19 novembre 1964), è un poeta, scrittore e cantautore italiano.

## Biografia
Il suo soprannome deriva dall'alter ego di Charles Bukowski, dopo la visione del film di Marco Ferreri Storie di ordinaria follia
Nel 2021 pubblica il volume I (miei) poeti rock. Incontri tra delirio e realtà, trenta ritratti di artisti rock, tra cui Bruce Springsteen, Franco Califano, Tom Waits, Enzo Jannacci.

## Opere
- In clandestinità, scritto con Vinicio Capossela, 2009, Feltrinelli. ISBN 978-88-07-01785-8.
- Chi è senza peccato non ha un cazzo da raccontare, 2010, Marcos y Marcos. ISBN 978-88-7168-550-2; nuova ed. 2021 con venti poesie inedite e prefazione di Dan Fante
- Non sembra neanche dicembre, 2013, Round Midnight Edizioni
- Nati per lasciar perdere, Marcos y Marcos, 2015

## Discografia
- 2012 - Smoke - Parole senza filtro, con la collaborazione tra gli altri di Vinicio Capossela e Simone Cristicchi, Gibilterra.